# Червоний Лиман (Кременчуцький район)
Червоний Лима́н — село в Україні, у Семенівській селищній громаді Кременчуцького району Полтавської області. Населення становить 32 осіб. 

## Географія
Село Червоний Лиман знаходиться за 1,5 км від лівого берега річки Крива Руда, вище за течією на відстані 1,5 км розташоване село Новоселиця, нижче за течією на відстані 2 км розташоване село Оболонь.

## Історія
12 червня 2020 року, відповідно до розпорядження Кабінету Міністрів України № 721-р «Про визначення адміністративних центрів та затвердження територій територіальних громад Полтавської області», село увійшло до складу Семенівської селищної міської громади.
19 липня 2020 року, в результаті адміністративно - територіальної реформи та ліквідації Семенівського району, село увійшло до складу новоутвореного Кременчуцького району.
22 червня 2023 року рішенням Національної комісії зі стандартів державної мови віднесено до списку населених пунктів, які «можуть не відповідати лексичним нормам української мови», зокрема стосуватися «російської імперської чи колоніальної політики». Громаді рекомендовано обґрунтувати доцільність збереження поточної назви або запропонувати нову назву в установленому законодавством порядку.